# Ernst Wenger
Ernst Wenger (* 27. Juli 1926 in Bern; † 30. Juni 2022) war ein Schweizer Eishockeyspieler und ‑trainer.

## Karriere
Wenger, der auf der Position des Verteidigers agierte, war nachweislich von mindestens 1945 bis 1956 für den SC Bern aktiv. Anschliessend wurde er als Cheftrainer der Stadtberner tätig, mit denen er 1959 die Schweizer Meisterschaft gewann. Weitere Stationen in der Schweiz waren der Young-Sprinters HC und EHC Biel. Kurzfristig diente Wenger ebenfalls als Trainer der Schweizer Nationalmannschaft.
Wenger war als Polizeibeamter tätig.

### International
Im Verlauf der Saison 1951/52 stand Wenger für die Schweiz auf dem Eis, kam allerdings nie bei einem grossen Turnier zum Einsatz.